# Мартынов, Максим Фёдорович
Макси́м Фёдорович Марты́нов (1888—1960) — русский и советский художник-реалист, известный своими портретами Георгиевских кавалеров Первой мировой войны, иллюстрациями к восточным сказкам и работами для советских журналов. Участник Гражданской и Великой Отечественной войн.

## Биография
Точные обстоятельства рождения и ранние годы Максима Мартынова остаются малоизученными. Известно, что он получил художественное образование, возможно, в одной из художественных школ Российской империи.
С 1914 по 1917 год Мартынов работал художником трофейной комиссии, создавая портреты Георгиевских кавалеров, включая представителей императорской семьи. В этот же период он написал серию портретов сестёр милосердия.
- Портрет сестры милосердия Риммы Михайловны Ивановой, 1916
- Портрет сестры милосердия Генриетты Викторовны Сорокиной, 1914-1916
- Портрет сестры милосердия 28-го Сибирского стрелкового полка Евгении Петровны Коркиной, 1914-1916

Эти работы хранятся в фондах Военно-исторического музея артиллерии, инженерных войск и войск связи (Санкт-Петербург).
После Октябрьской революции Мартынов служил в XI армии в должности чертёжника топографического отделения при Штабе. В 1920-х—1930-х годах его работы публиковались в первых советских журналах: «Делегатка», «Солнце России», «Библиотечка революционных приключений».
Также его карандашные рисунки использовались для создания открыток с изображениями народных типажей.
Особое место в творчестве Мартынова занимает серия акварельных иллюстраций к восточным сказкам. Эти работы отличаются яркой палитрой, детализированными узорами и выразительными образами. Среди известных работ:
- «Мужчина, курящий трубку»,
- «Мужчина в голубом халате»,
- «Мужчина в восточной одежде и черном тюрбане»,
- «Мужчина в белом головном платке».

В годы Великой Отечественной войны Мартынов оставался в Москве, где продолжал творческую и общественную деятельность.
Максим Фёдорович Мартынов скончался в 1960 году. Его работы хранятся в Астраханском краеведческом музее-заповеднике, Военно-исторического музея артиллерии, инженерных войск и войск связи (Санкт-Петербург) и частных коллекциях.
В 2023 году к 135-летию со дня рождения художника в Астраханском краеведческом музее прошла выставка, где были представлены его рисунки, офорты, автопортрет, альбомы с зарисовками и репродукции.

## Награды
Был награждён медалями:
- «За оборону Москвы» (1944),
- «За доблестный труд в Великой Отечественной войне 1941—1945 гг.» (1946),
- «В память 800-летия Москвы» (1948).